# Artur Malek
Artur Malek (9. května 1979) je polský horolezec. Proslavil se zejména zimním prvovýstupem na 8051 metrů vysoký Broad Peak.
Narodil se v roce 1979 v Tychách. Je absolventem lékařské fakulty Slezské univerzity. Je členem horolezeckého klubu v Katovicích, v jehož rámci zorganizoval a účastnil se řady expedic do vysokých hor. Dosáhl řady významných výstupů v Alpách a Tatrách nicméně jeho největším úspěchem je zimní expedice na Broad Peak v Karakoramu. Ten jako první v zimě zdolali spolu s Maciejem Berbekou Tomaszem Kowalskim a Adamem Bieleckim. Při sestupu však zkušený Berbeka a Kowalski zahynuli. Je laureátem ceny za rozvoj klasického zimního lezení.